# Aérodrome de Falaise-Mont d'Eraines
L'aérodrome de Falaise-Mont d'Éraines (code OACI : LFAS) est un aérodrome agréé à usage restreint, situé à 5 km au nord-est de Falaise, dans le département du Calvados en région Normandie.
Il est utilisé pour la pratique d'activité de loisirs et de tourisme (aviation légère).

## Histoire
Entre 1944 et 1945, l’aérodrome est un parc de récupération d’engins de guerre. 
C’est en 1947 que sera créé l’aérodrome à l’initiative d’anciens pilotes. 
L'aérodrome possède à ce moment là deux pistes en herbe. 
Le premier grand meeting voit le jour en 1952. C’est l’aéroclub de Falaise qui gère alors le site grâce à une convention passée avec la mairie de Falaise.
En 1990, la piste en herbe de l'aérodrome est prolongée. 
Le 25 juin 2000, un monument commémoratif est inauguré à l'aérodrome, en hommage aux 4 aviateurs français abattus sur les monts d'Éraines dans la nuit du 4 au 5 août 1944.
En 1987, le Concorde d'Air France immatriculé F-BTSC effectue un passage à basse altitude au-dessus de l’aérodrome.
Le 23 février 2018, l'aéroclub de Falaise ayant jusqu'à présent la charge de l'aérodrome de Falaise dénonce la convention en accord avec la ville de Falaise'. 
Le 2 juillet 2018, le conseil municipal de Falaise valide le passage à une gestion collective via un comité de gestion de l'aérodrome de Falaise, le CGAF composé de représentants de chaque association de la plateforme'.
Désormais on appelle l’aérodrome, le Vame, village aéronautique des Monts d’Eraines.
Le 23 aout 2018, le CGAF entre en  vigueur et sera l'interlocuteur unique entre l'aérodrome de Falaise-Mont d'Eraines et la ville de Falaise, propriétaire de l'aérodrome. Ce comité à 8 membres a été officialisé le 12 octobre 2018. 
En 2019, l'aérodrome arborait une nouvelle identité visuelle. 
Du 4 au 8 juin 2019, une quarantaine de pilotes étrangers ont fait escale à l’aérodrome de Falaise à l’occasion du 75e anniversaire du Débarquement en Normandie avec leurs avions datant de la Seconde Guerre mondiale. L'aérodrome de Falaise constitue un terrain de repli pour ces pilotes étrangers car l'aérodrome est en dehors de la zone réglementée Caen-Bayeux.  

## Situation
| \| 20 km1:570 000 \| Étrépagny Bernay · Saint-Martin Saint-André · de-l'Eure BAN Évreux-Fauville Alençon · Valframbert Argentan Bagnoles-de-l'Orne Flers · Saint-Paul L'Aigle · Saint-Michel Mortagne · au-Perche Avranches · Le Val-Saint-Père Lessay Cherbourg Granville · Mont-Saint-Michel Caen · Carpiquet Deauville Falaise · Mont d'Eraines Eu - Mers - Le Tréport Dieppe · Saint-Aubin Saint-Valery · Vittefleur Havre · St-Romain-de-Colbosc Rouen · Vallée Seine Havre · Octeville |
| 20 km1:570 000 |

## Installations
L'aérodrome dispose d'une piste en herbe orientée sud-ouest nord-est (06/24), longue de 850 m et large de 100 m.
L’aérodrome n’est pas contrôlé. Les communications s’effectuent en auto-information sur la fréquence de 123,180 MHz.
S'y ajoutent :
- des hangars
- une station d'avitaillement en carburant (100LL)[10],[11].

## Activités
Les associations suivantes utilisent cet aérodrome :
- l'aéro-club de Falaise ;
- l'aéro classique Falaise ;
- Caen Falaise-planeur ;
- Falaise Modèle Club.

### Vues aériennes

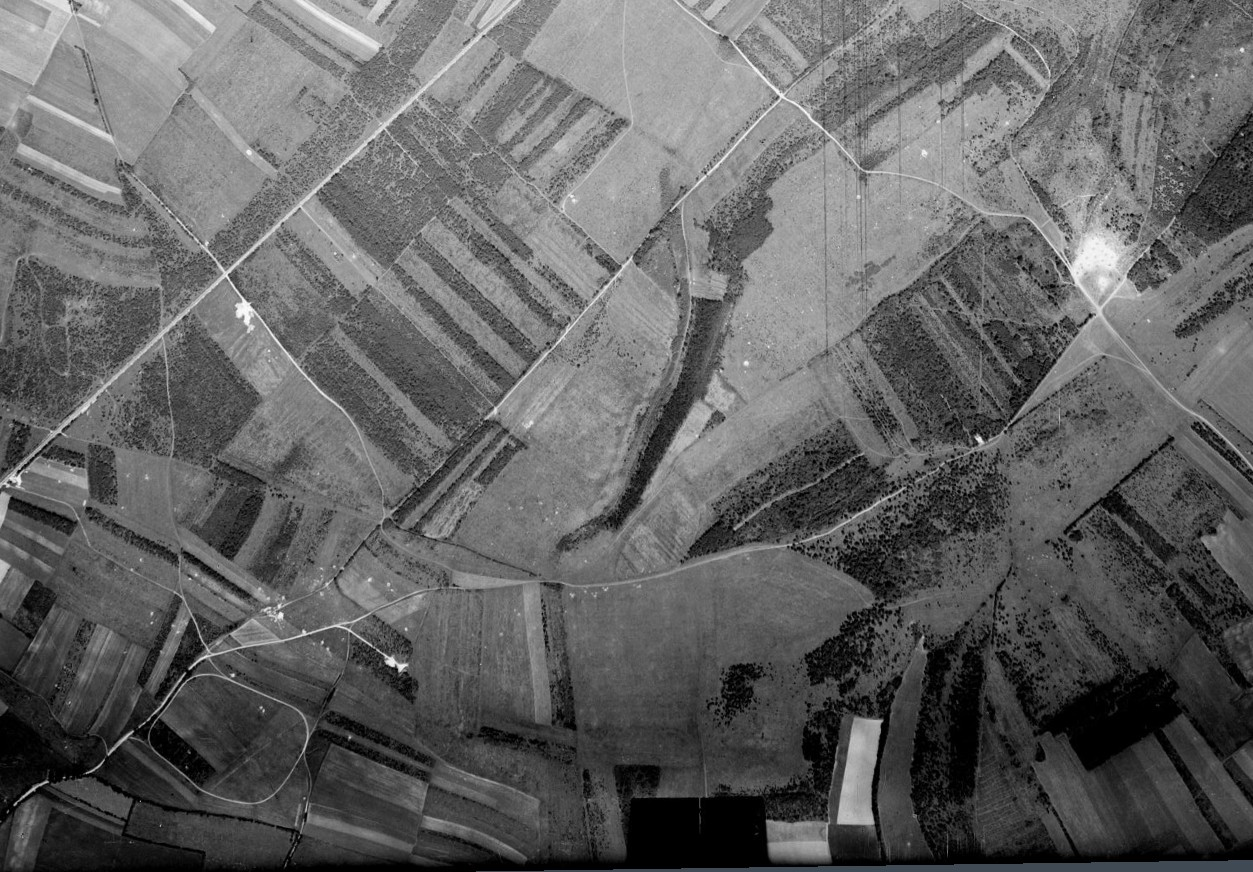
Emplacement de l'aérodrome de Falaise le 29 juin 1947
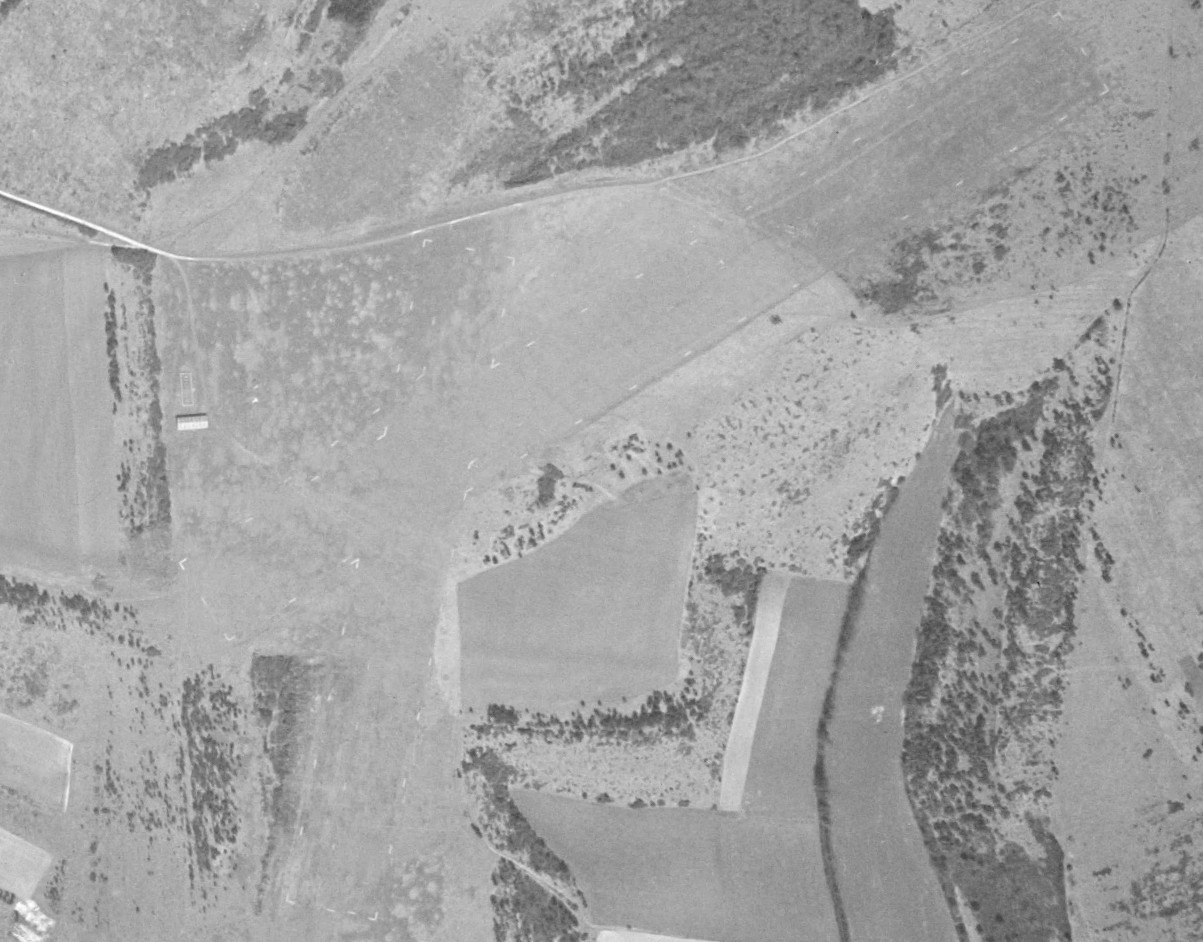
Aérodrome de Falaise le 31 mars 1955
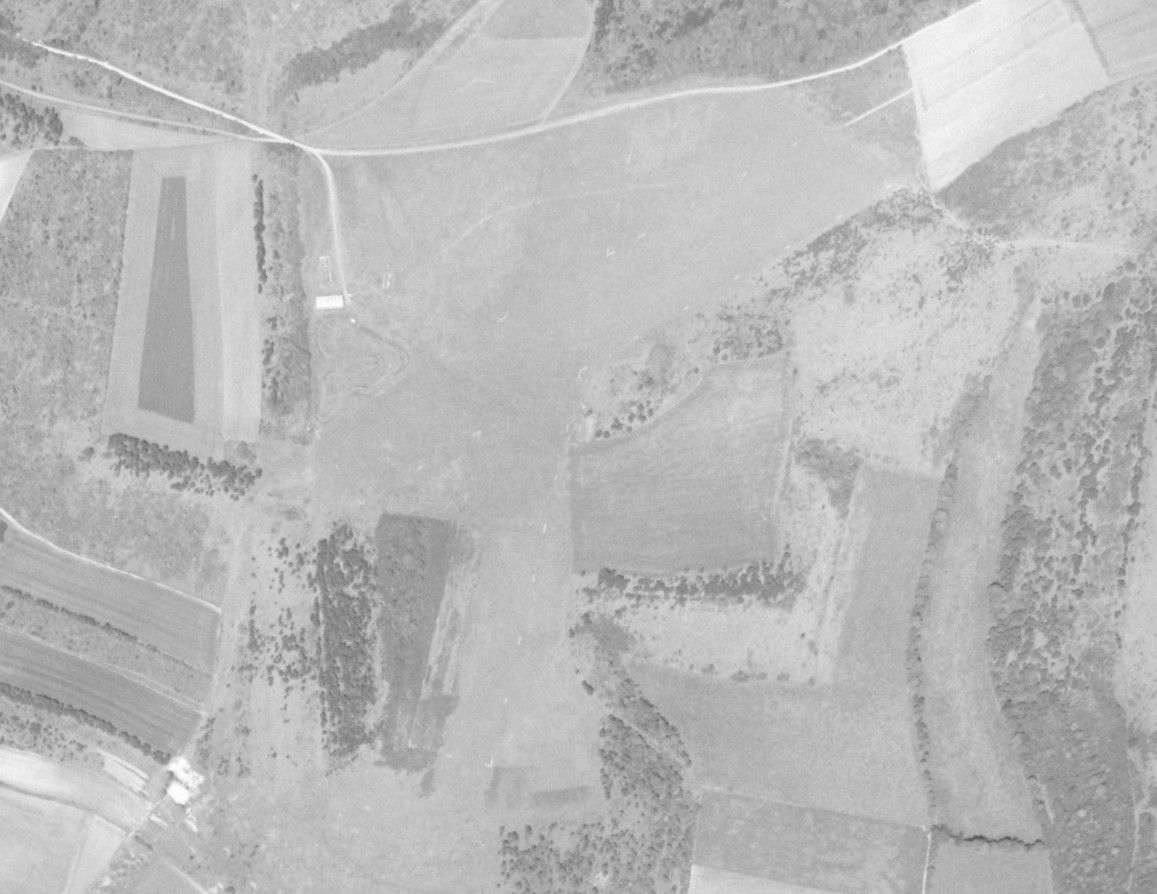
Aérodrome de Falaise le 12 mai 1964
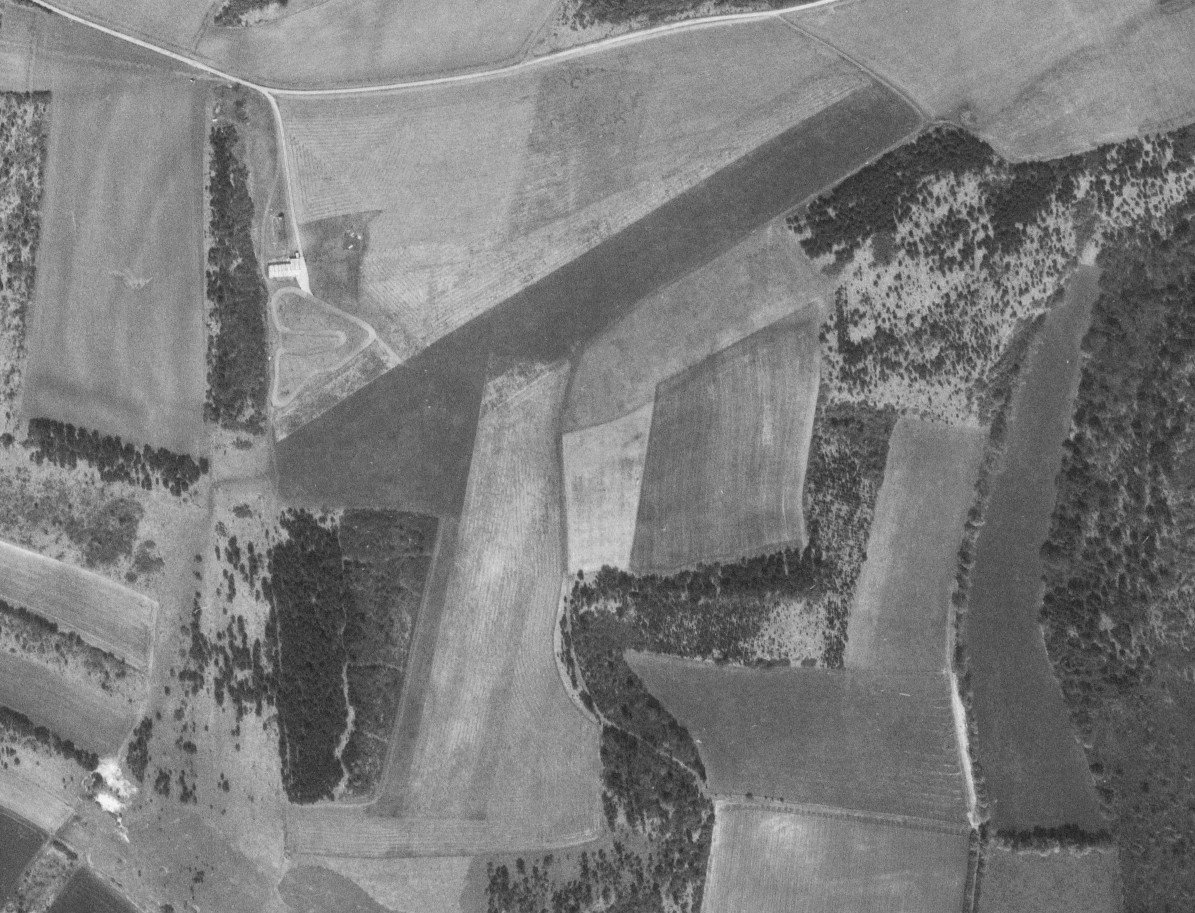
Aérodrome de Falaise le 29 avril 1971
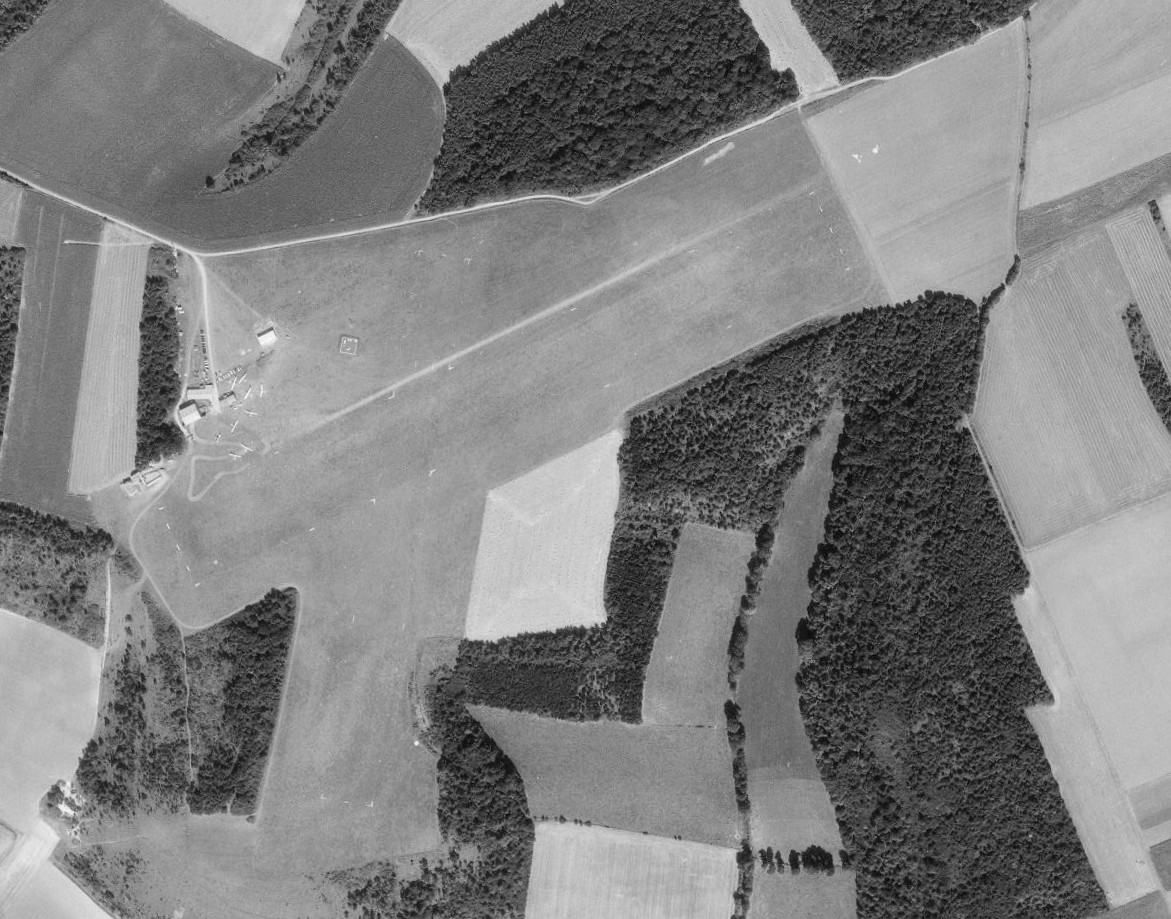
Aérodrome de Falaise le 07 septembre 1980
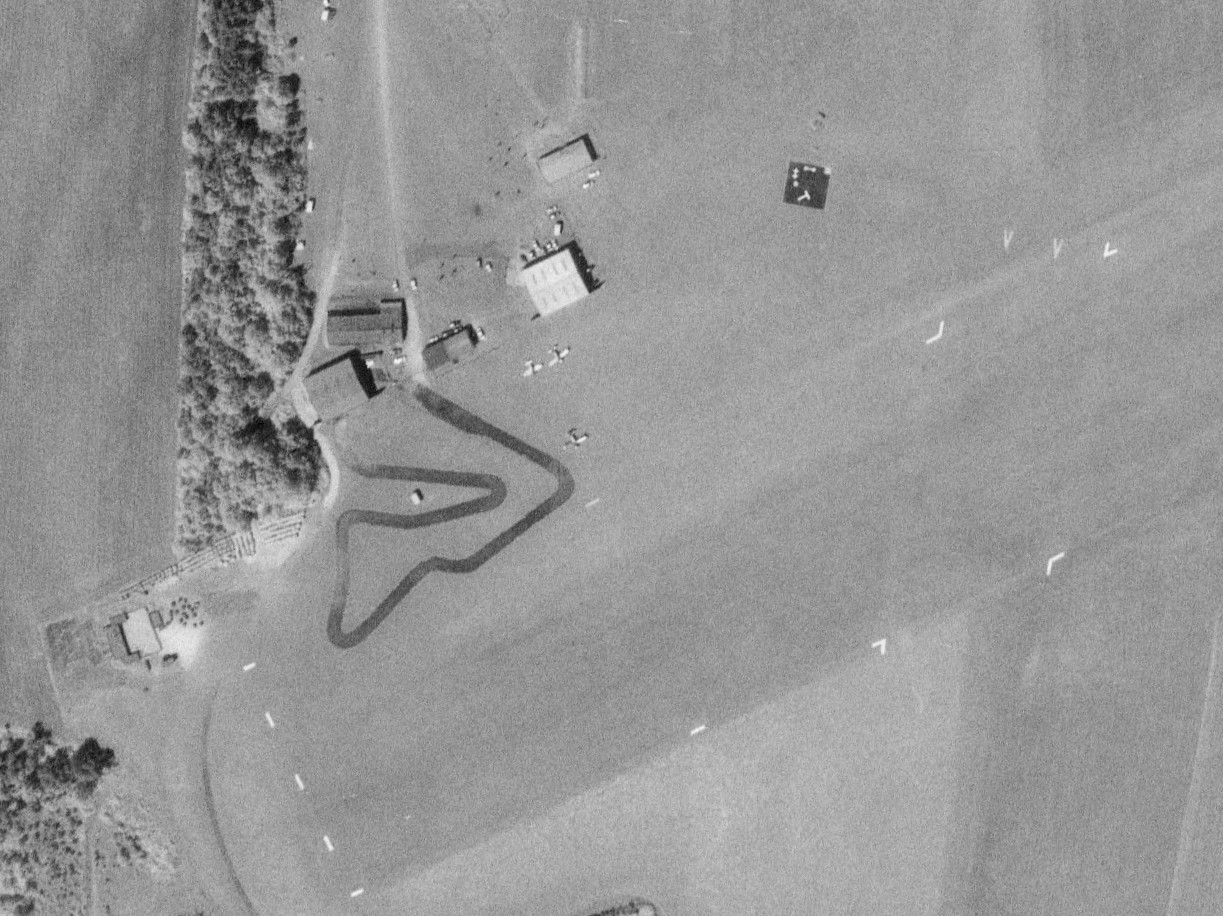
Aérodrome de Falaise le 07 juillet 1984
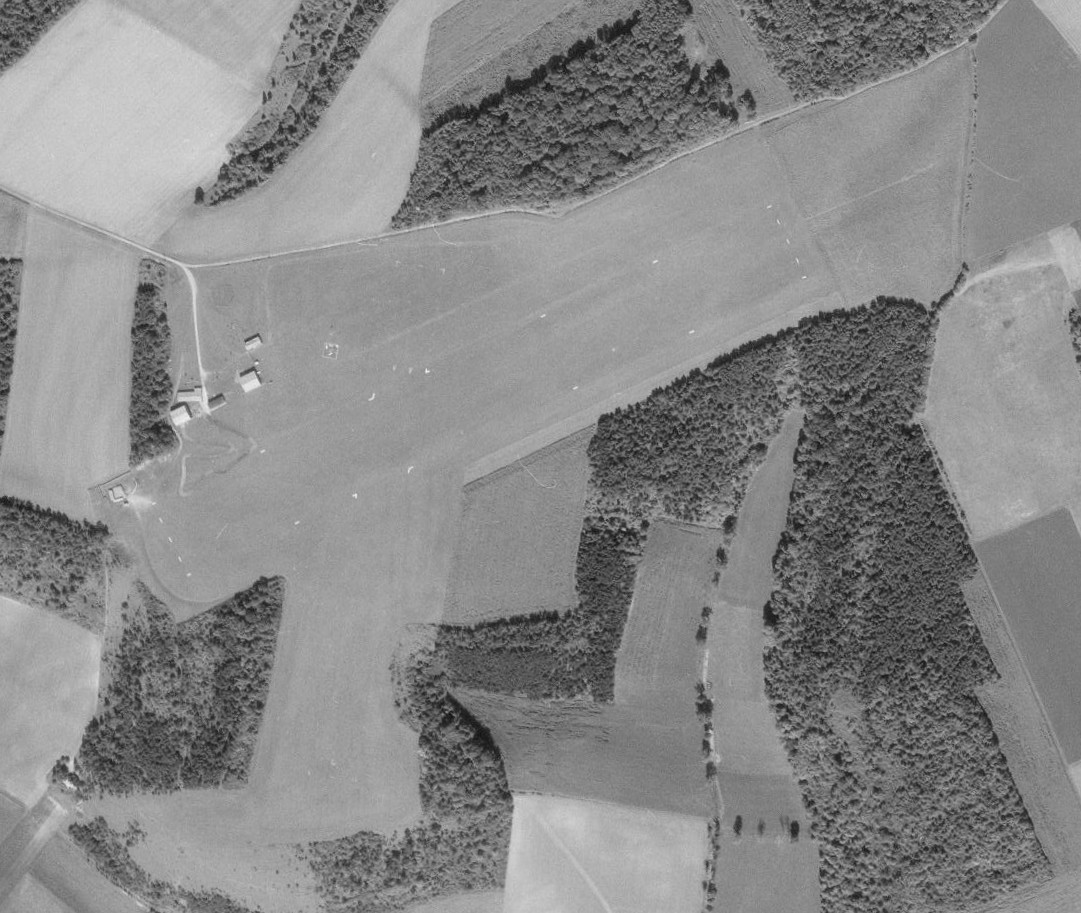
Aérodrome de Falaise le 19 septembre 1986
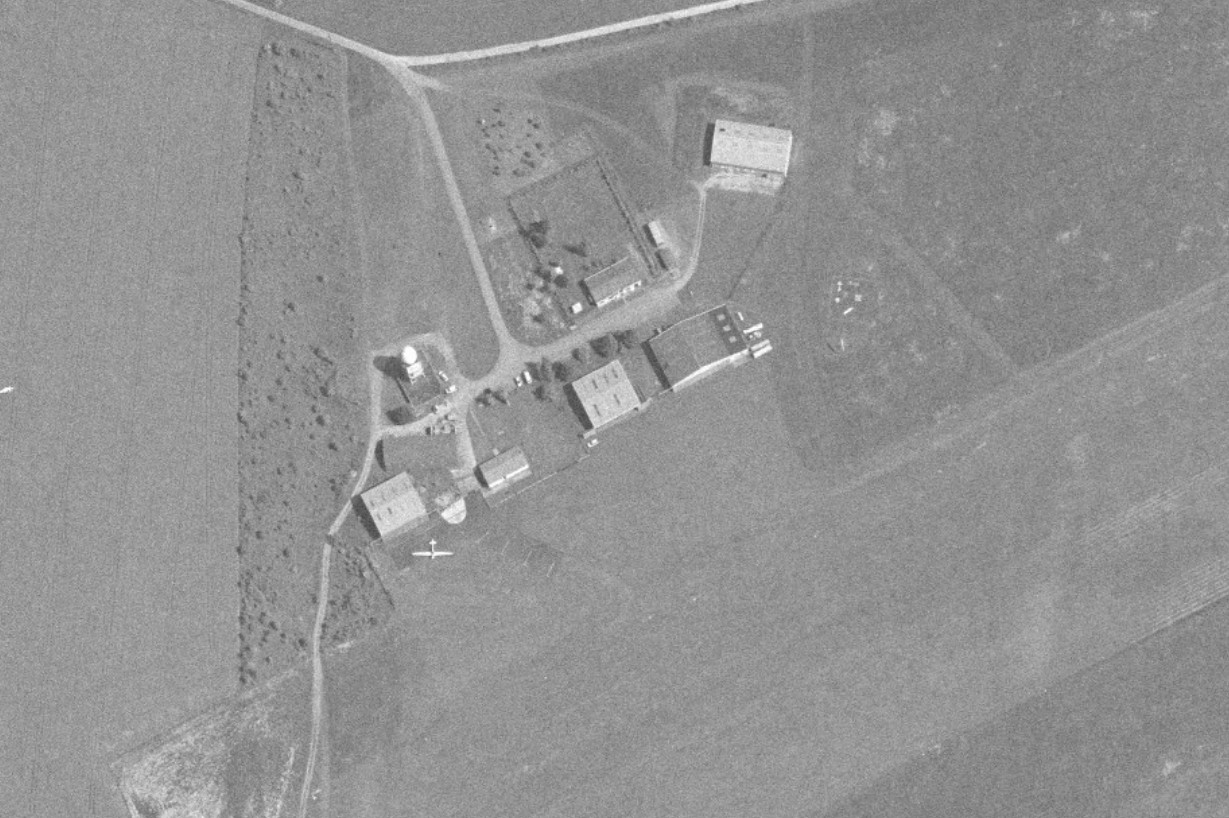
Aérodrome de Falaise le 28 mai 2003
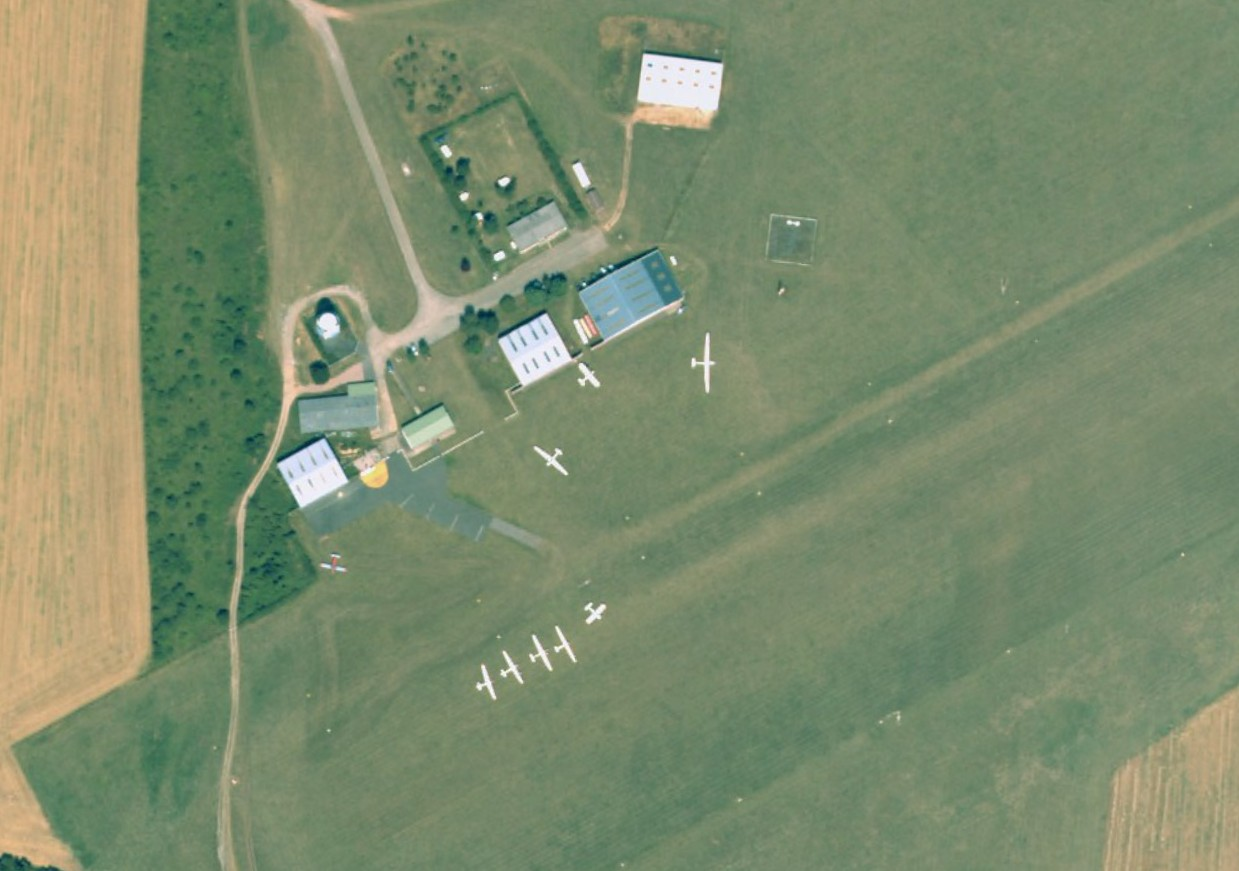
Aérodrome de Falaise le 09 août 2005
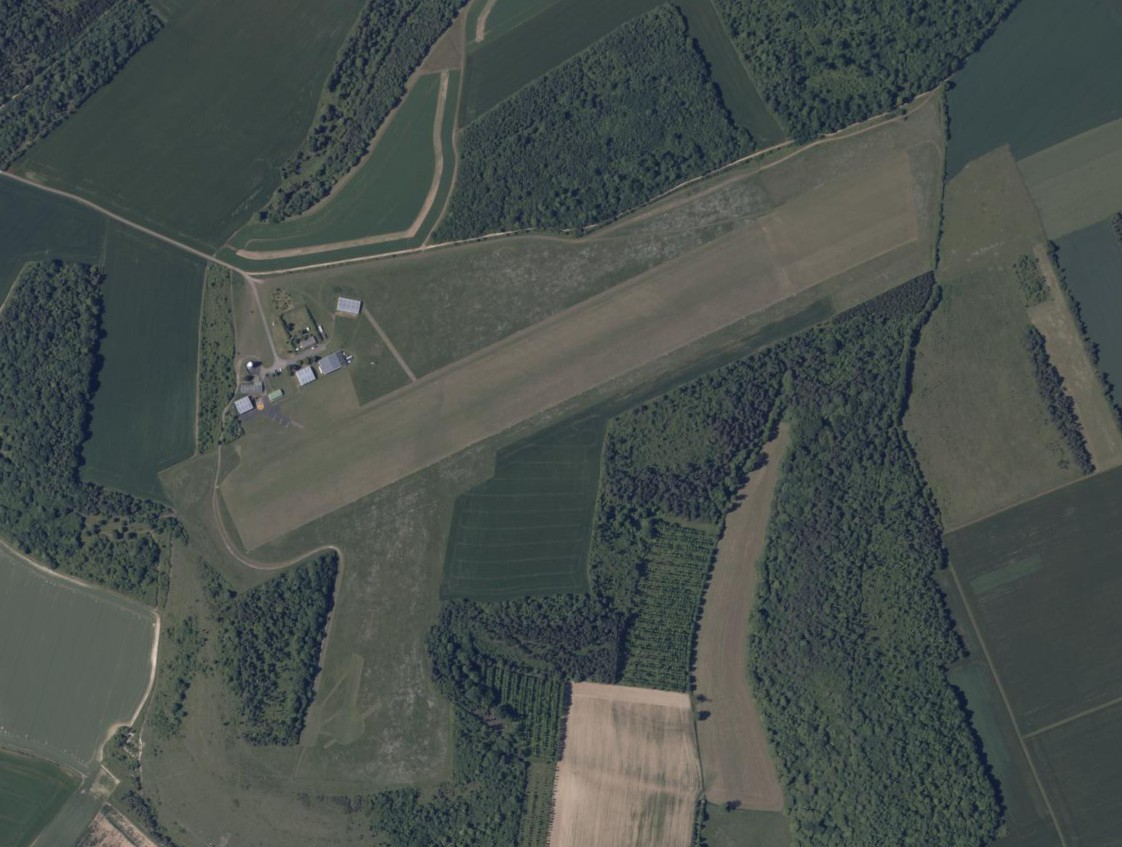
Aérodrome de Falaise le 30 mai 2009
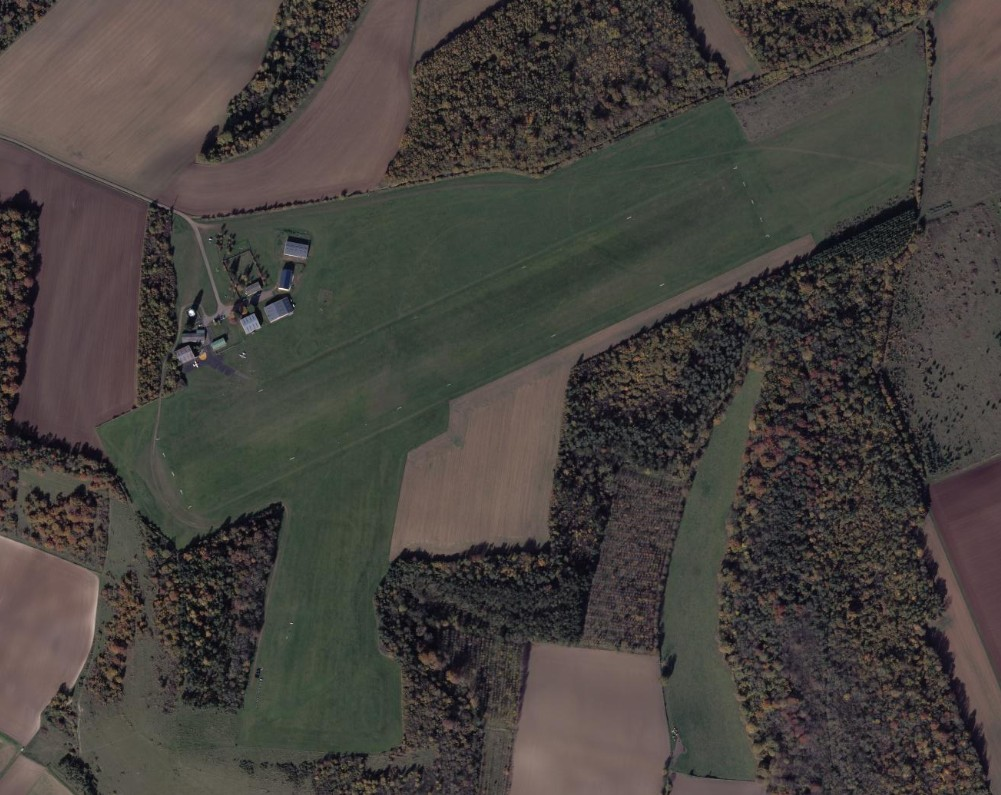
Aérodrome de Falaise le 31 octobre 2015